# Паркен
«Па́ркен» (дан. Parken) — футбольний стадіон у Копенгагені, Данія. Відкритий 1992 року, має 38 065 сидячих місць. Є домашньою ареною клубу «Копенгаген», а також Збірної Данії.

## Історія
Окрім футбольних матчів на стадіоні проходять музичні концерти. У різний час на ньому виступали такі виконавці, як Tiësto, «Depeche Mode», «The Rolling Stones», Селін Діон, «U2», Джордж Майкл, Ерік Клептон, «Pink Floyd», Metallica та інші. 2001 року стадіон став головним майданчиком музичного конкурсу Євробачення. Рекордна відвідуваність за всю історію стадіону була зафіксовано 23 червня 2007 року: на концерт Джастіна Тімберлейка було продано 55 000 квитків.
На стадіоні розміщений один з найкращих ресторанів світу (2-й у рейтингу «50 найкращих ресторанів світу» 2021 року від журналу «Restaurant») — тризірковий мішленівський ресторан Geranium.